# 幢竿支柱

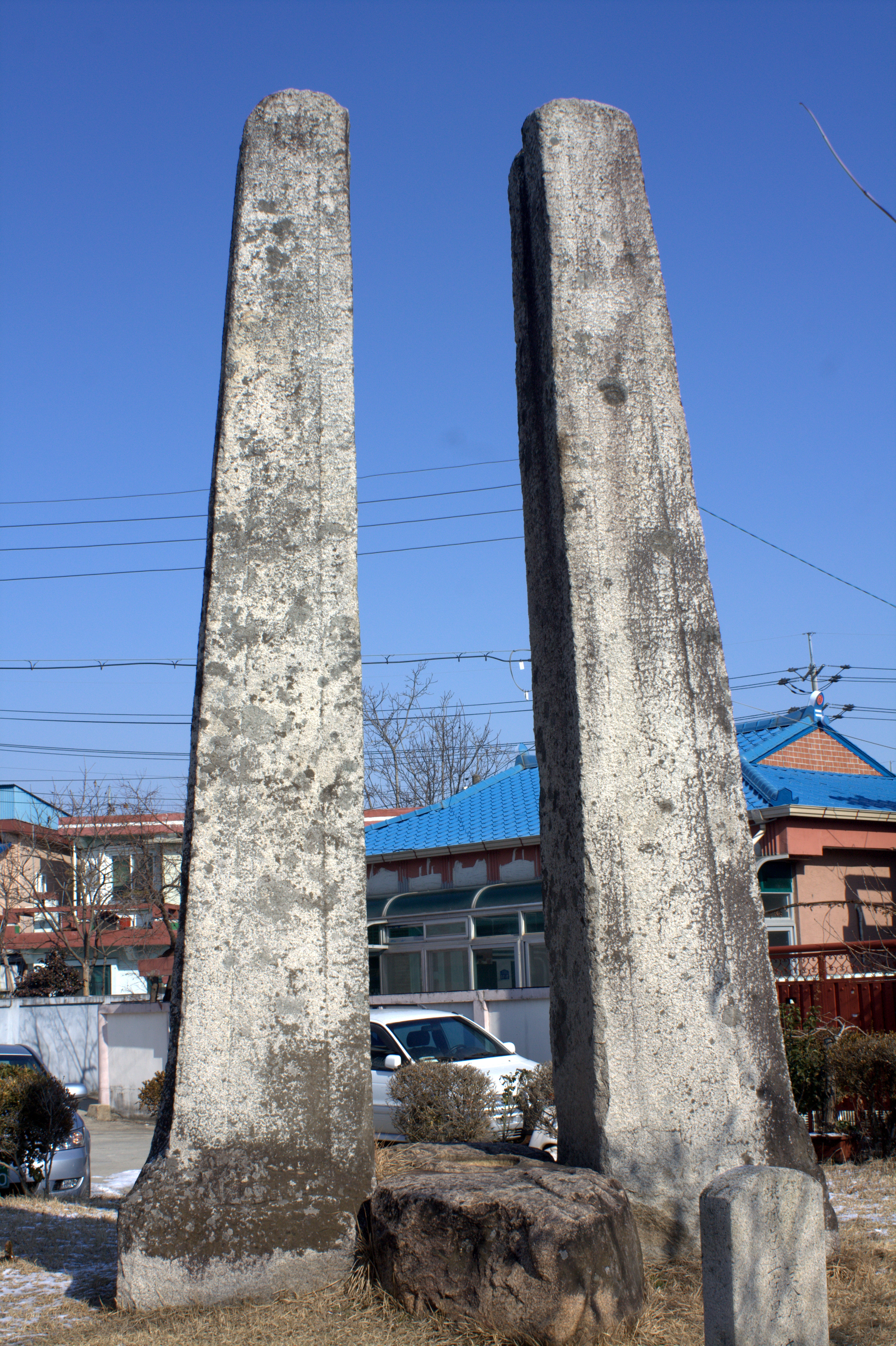
洪城五官里幢竿支柱

幢竿支柱乃佛教寺庙裏用來支撐幢竿的一對石頭結構的建築物。幢竿支柱是用石材所建造的，目前在許多的寺廟遺址中被大量的發現。

## 韩国幢竿支柱遺址
韩国公州甲寺鐵幢竿（第256號寶物），清州龍頭寺鐵幢（第41号寶物），龍州東漸門外的石幢竿（第505號寶物）等，被指定為文化資產。據推測，甲寺鐵幢竿是統一新羅時代所建造的，龍頭寺鐵幢竿與東漸門石幢竿為高麗時期所建造的建築物。

## 外部連結
- 문화재청 - 문화재 각 부 명칭 - 당간지주 （页面存档备份，存于）